# Pilatus Aircraft
Pilatus Aircraft Ltd je švýcarský výrobce civilních letadel. Firma byla založena v roce 1939 ve švýcarském městě Stans kde sídlí její centrála. Pilatus Aircraft Ltd vlastní čtyři nezávislé filiálky v Altenrheinu, Ženevě, ve městě Broomfield v USA a v australské Adelaide. Dohromady tyto firmy tvoří Pilatus Group. Existují také prodejní pobočky v Anglii, Malajsii a ve Spojených arabských emirátech. Firma zaměstnává více než 1100 lidí (2006).

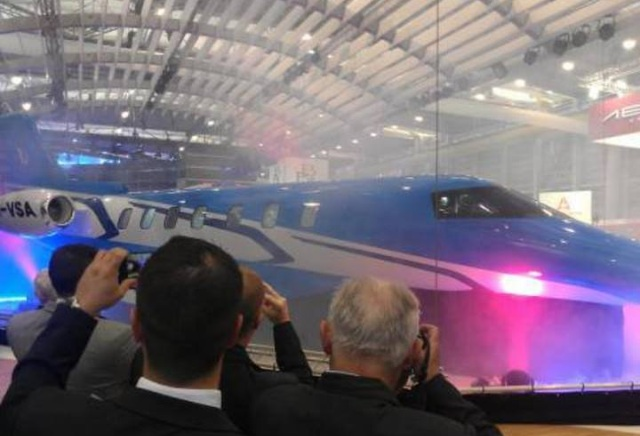
Prototyp stroje PC-24, květen 2013

## Filiálky
Firma Pilatus Business Aircraft Ltd v Broomfieldu v USA byla založena v roce 1996. Kromě marketingového a zákaznického centra je servisní organizací pro letadlo PC-12 v Severní a Jižní Americe.
Pilatus Australia Pty Ltd byla založena jako marketingové a zákaznické centrum PC-12 v Austrálii. Tato firma také zajišťuje prodej letadel ve státech Nový Zéland, Papua Nová Guinea a v tichomoří.
Servisní pobočky Altenrhein Aviation Ltd a TSA Transairco SA jsou plně ve vlastnictví Pilatus Group. Altenrhein Aviation byla založena na počátku roku 2003, TSA Transairco je připojena k Pilatus Group od roku 1997, kromě servisní činnosti, která je hlavní aktivitou firmy se také zabývá marketingem a prodejem v Západní Evropě a francouzsky mluvících zemích v Africe.

## Letadla
- SB-1 (Projekt)
- SB-2 Pelican (Prototyp)
- SB-5 (Projekt)
- P-1 (Projekt)
- P-2
- P-3
- P-4 (Prototyp)
- P-5 (Projekt)
- PC-6 Porter , Turboporter
- PC-7
- PC-8D Twinporter (Prototyp)
- PC-9
- PC-10 (Projekt)
- PC-11 / B-4
- PC-12
- PC-21
- PC-24

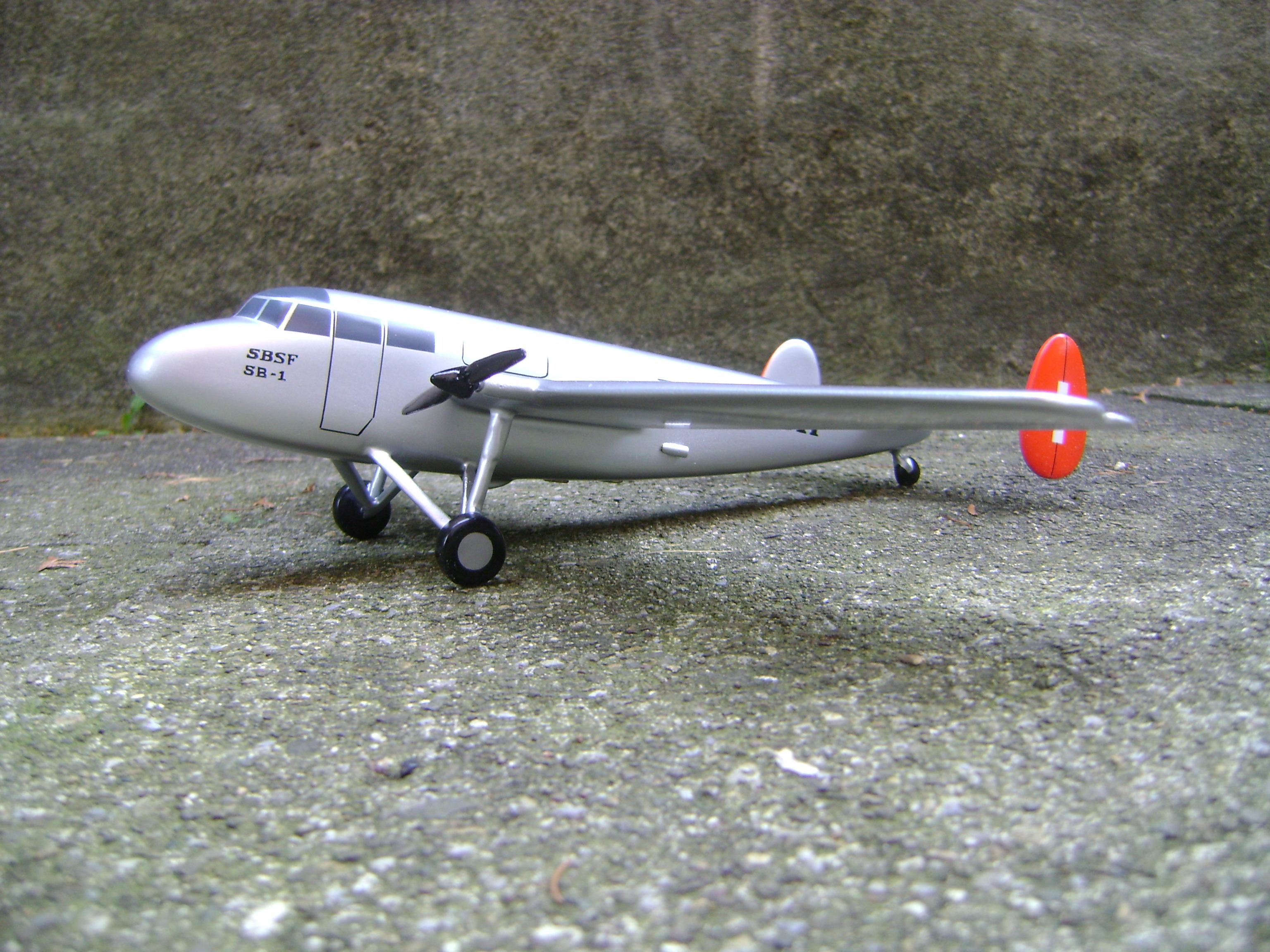
Pilatus SB-1
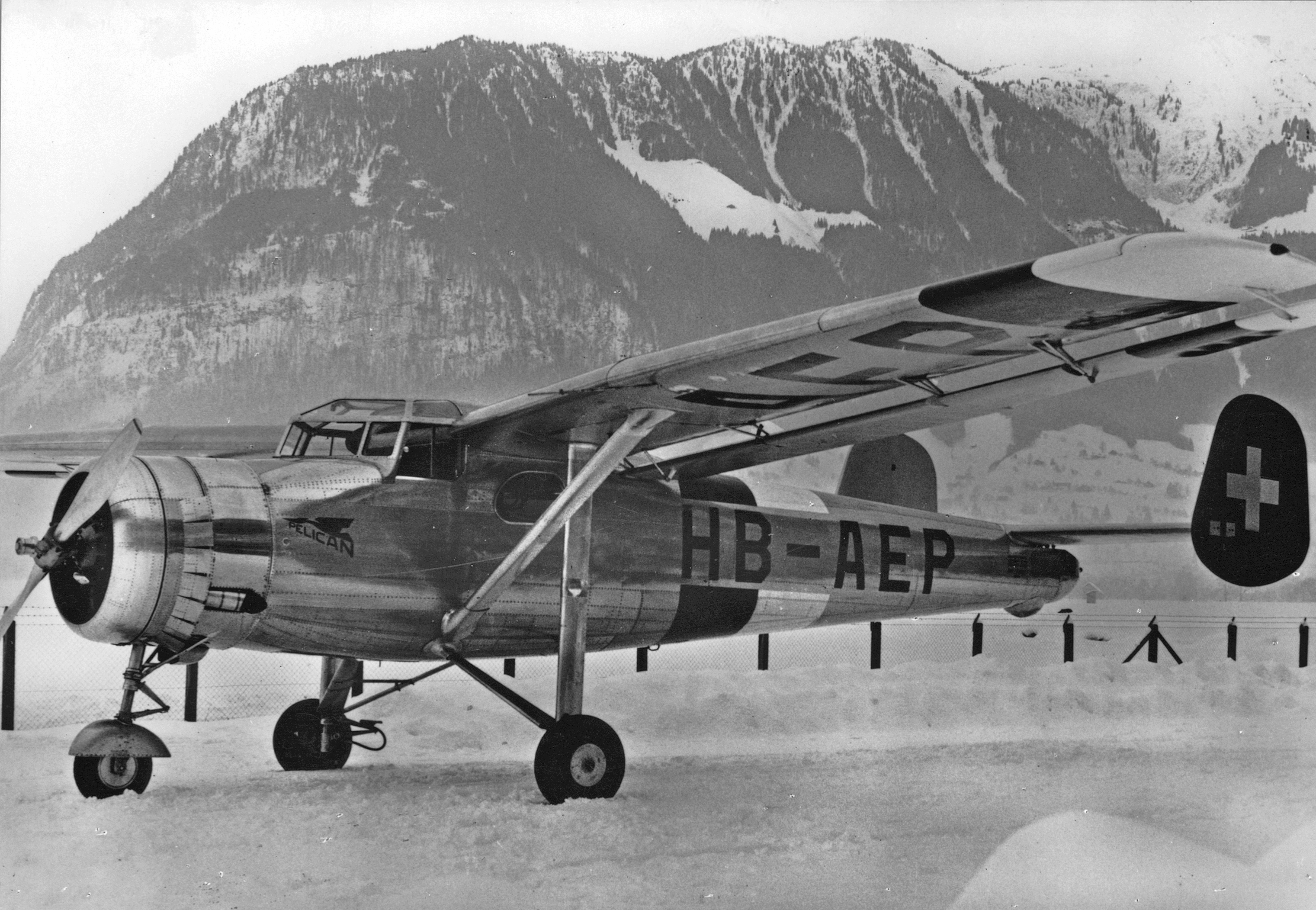
Pilatus SB-2 Pelican
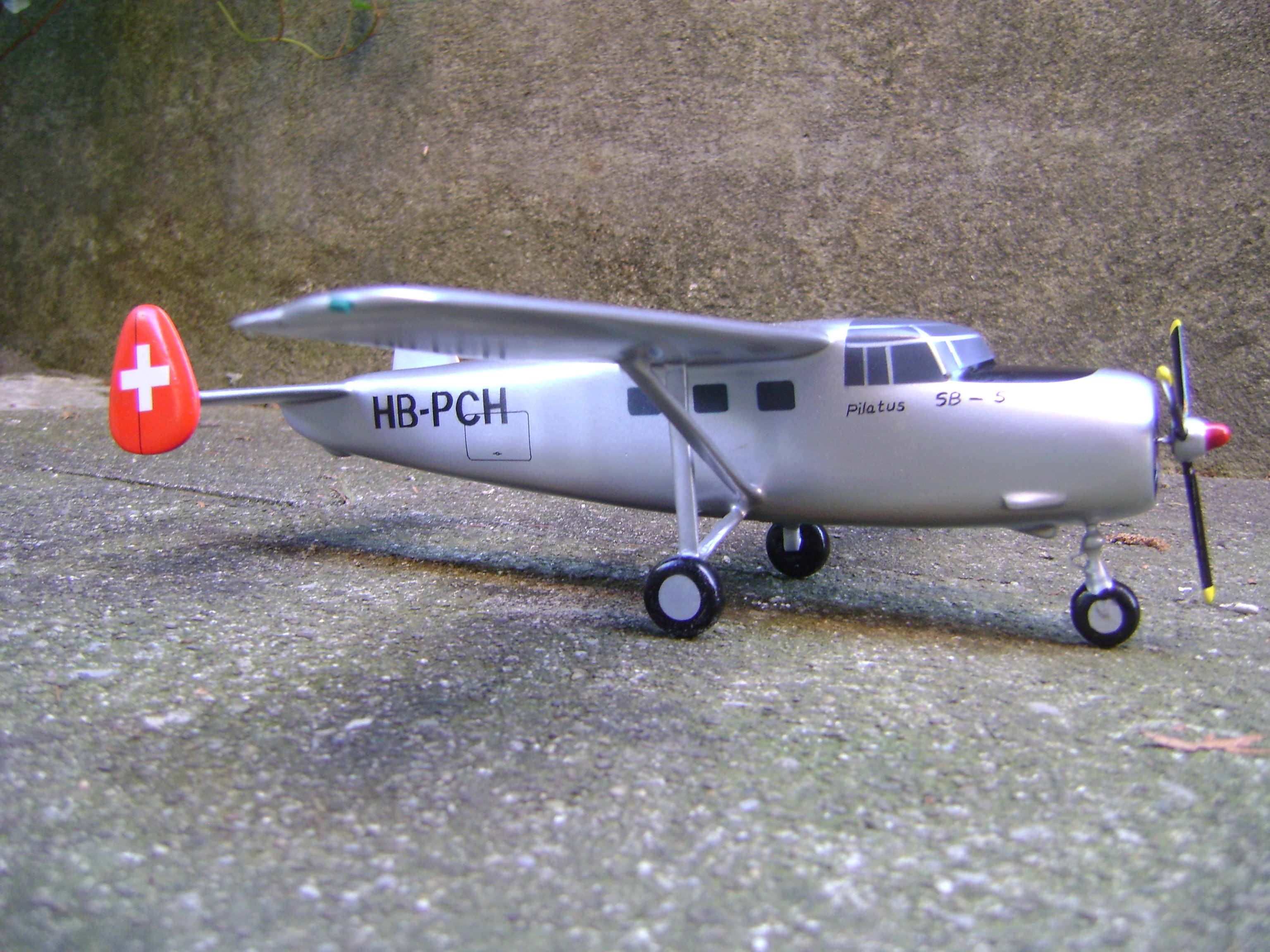
Pilatus SB-5
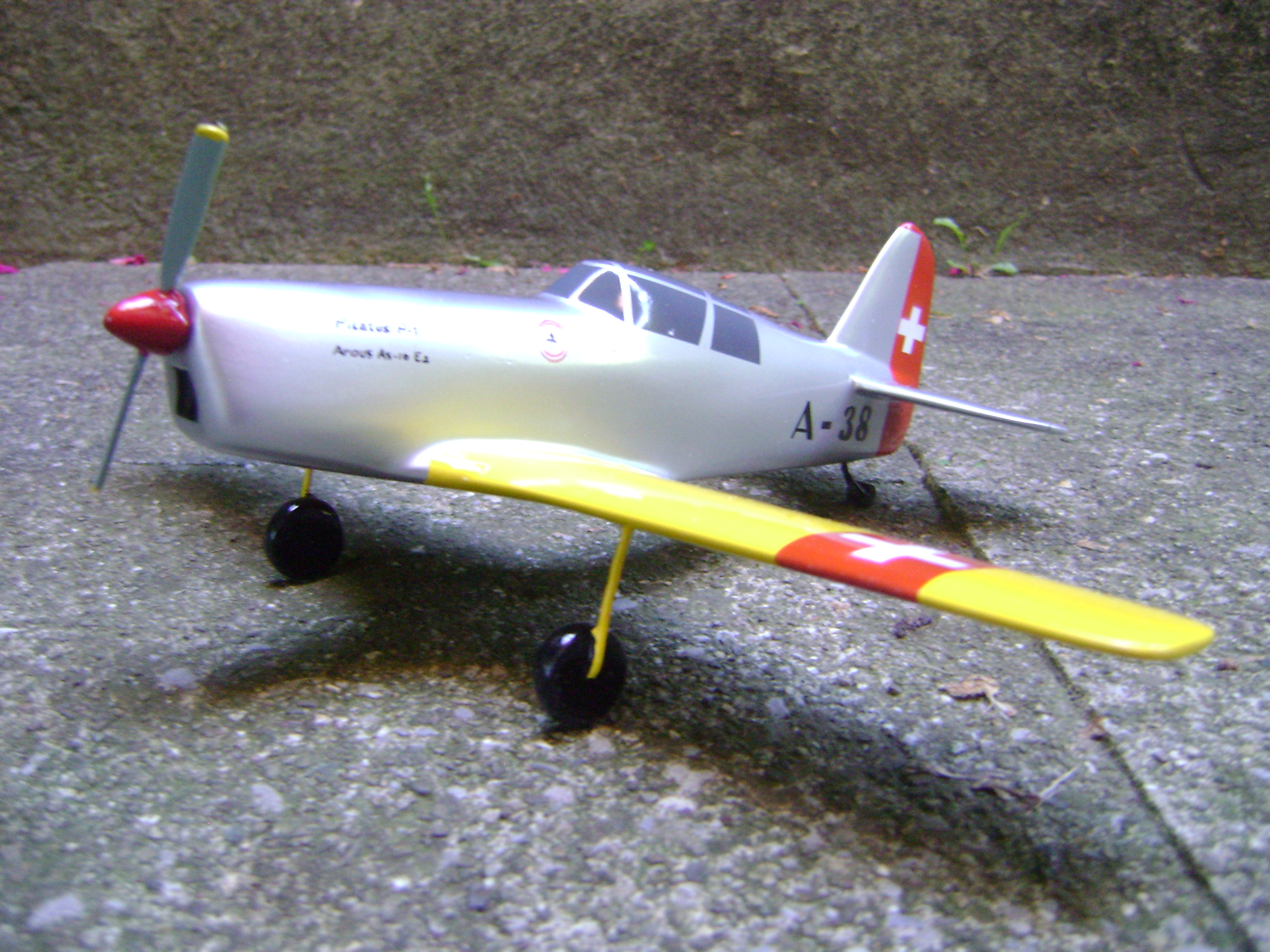
Pilatus P-1
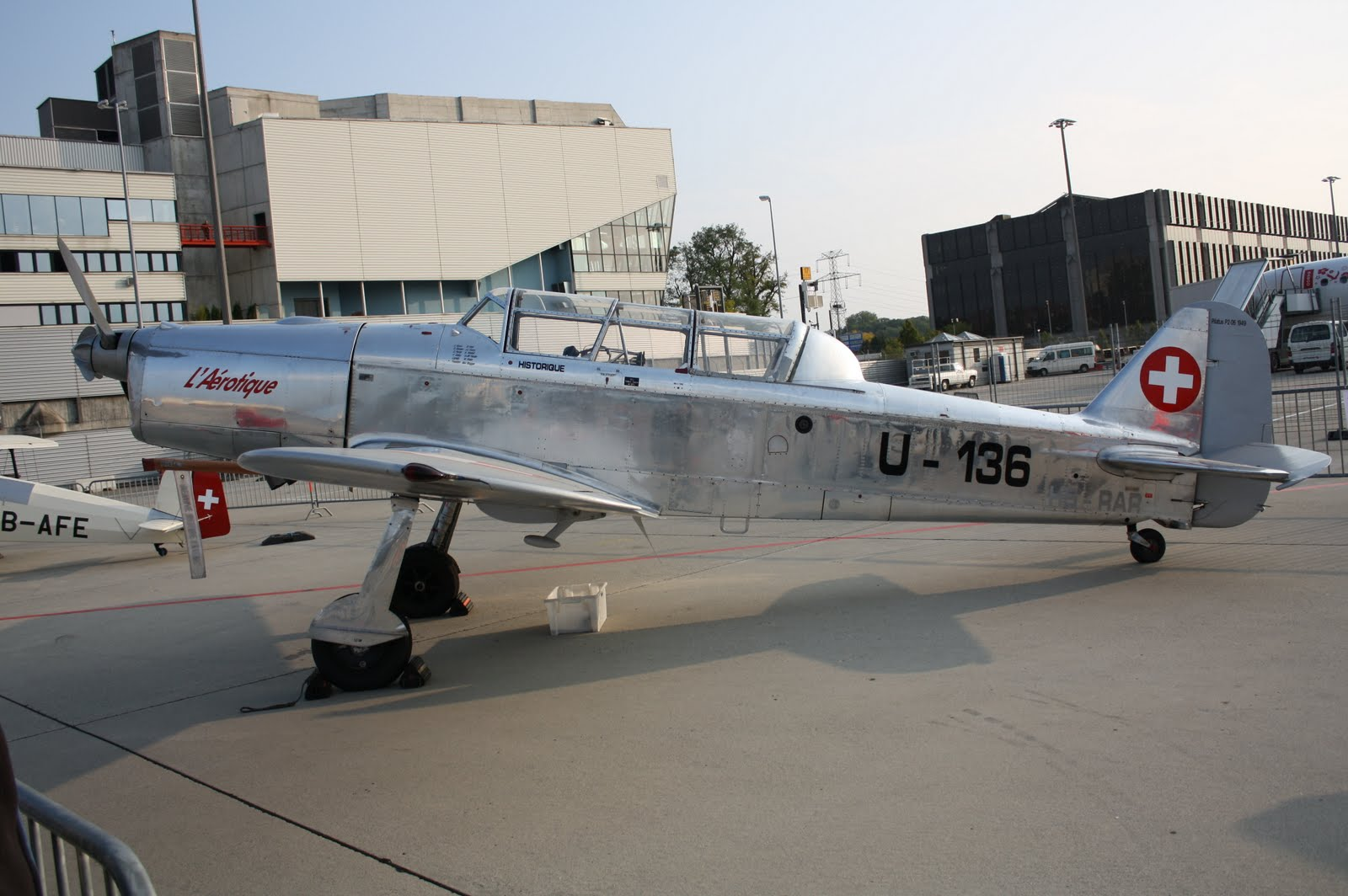
Pilatus P-2
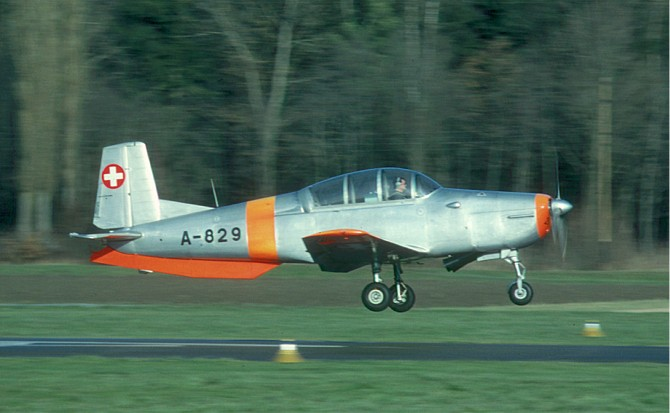
Pilatus P-3
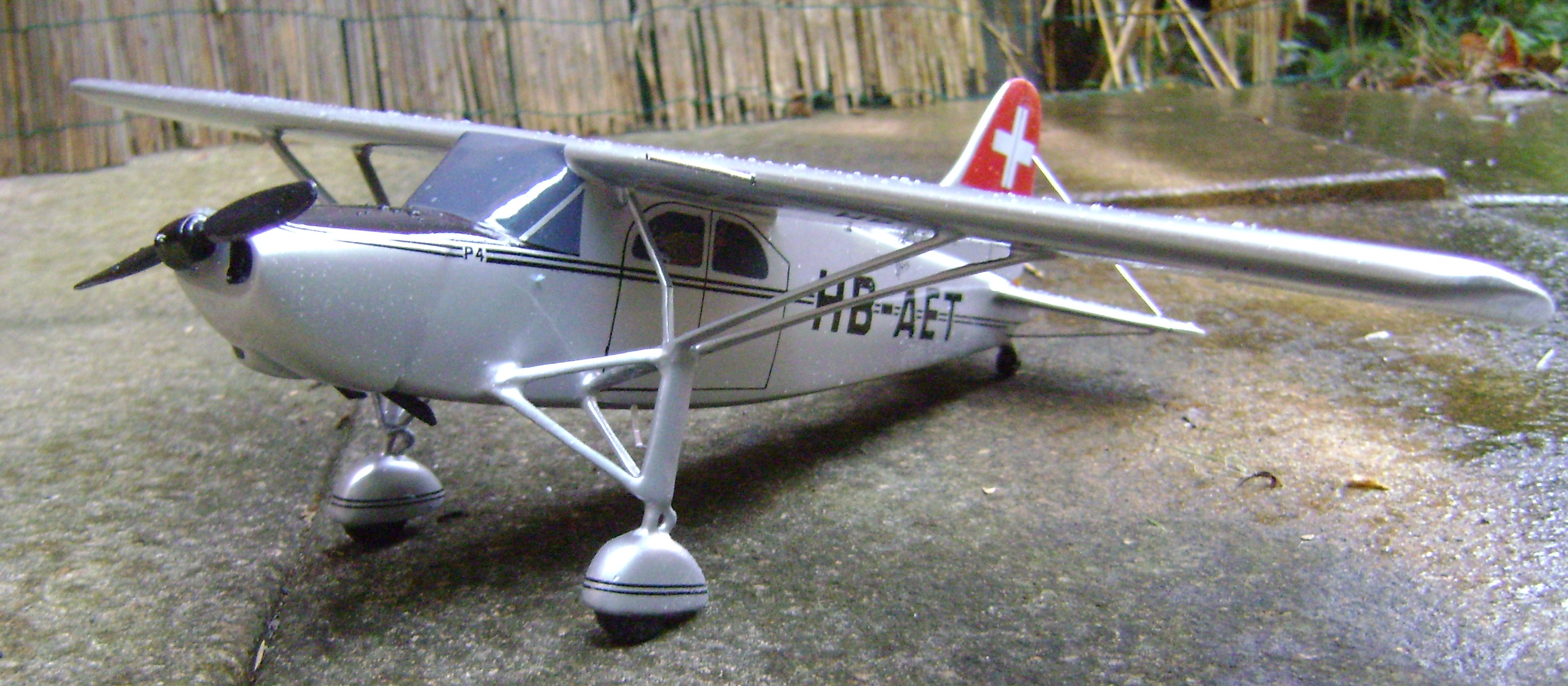
Pilatus P-4
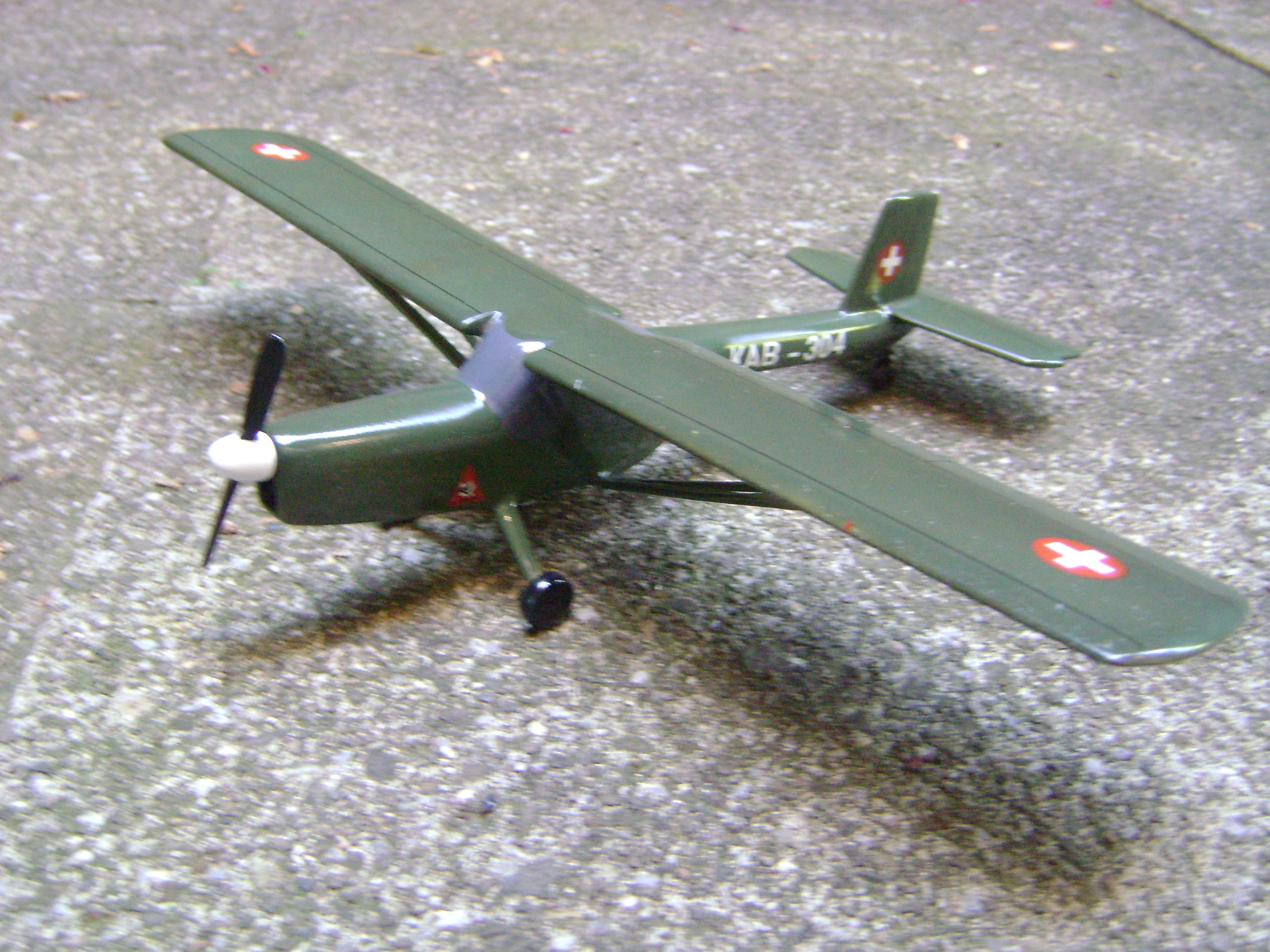
Pilatus P-5
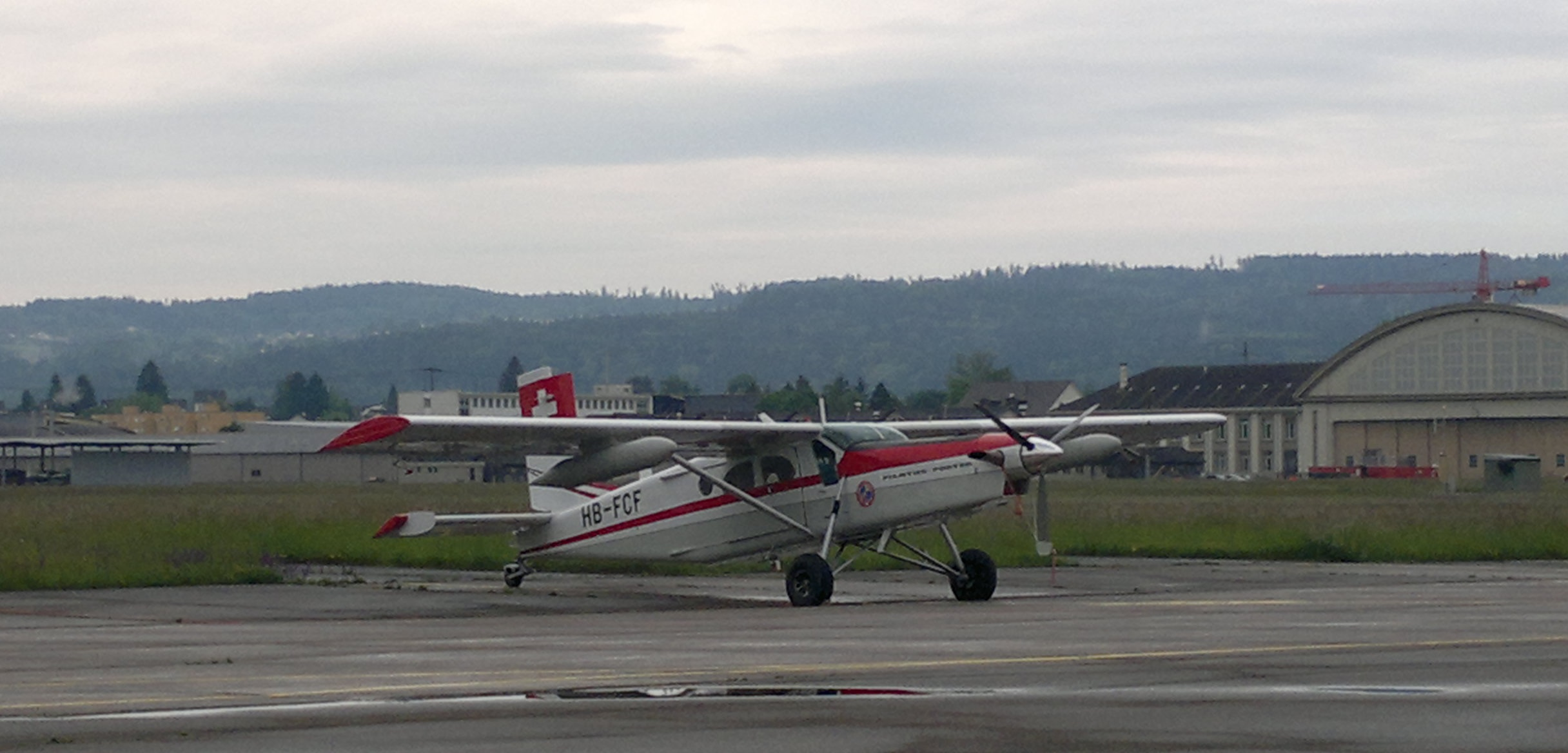
Pilatus PC-6
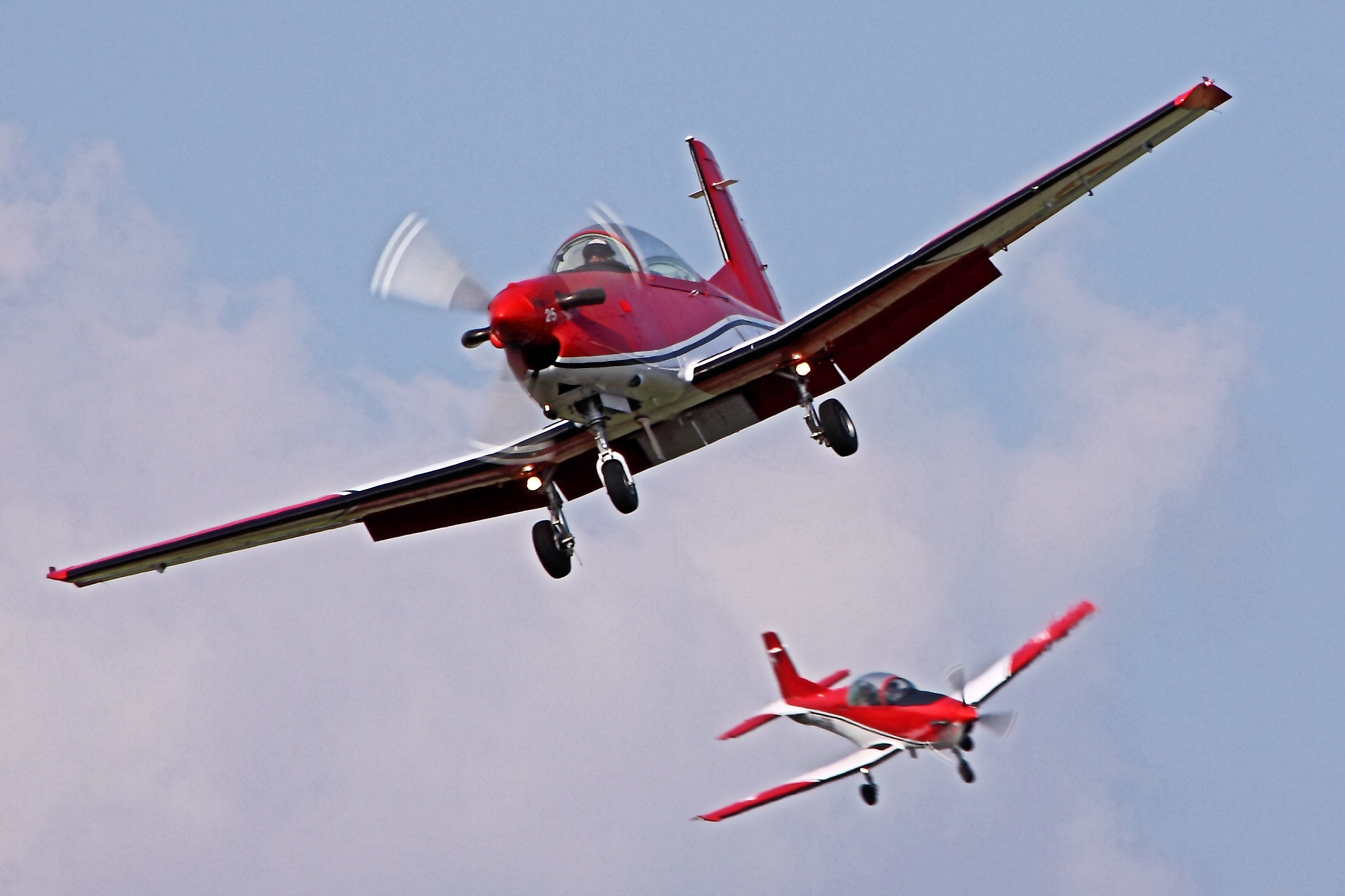
Pilatus PC-7
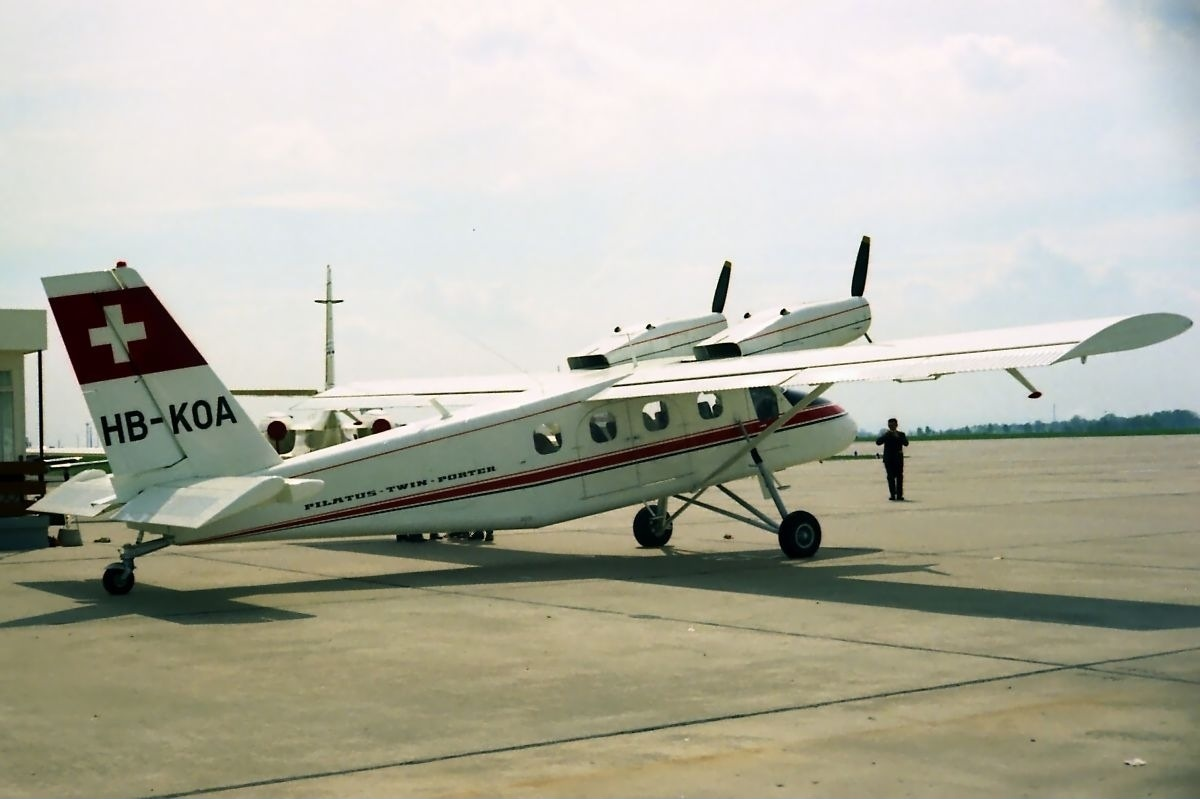
Pilatus PC-8D
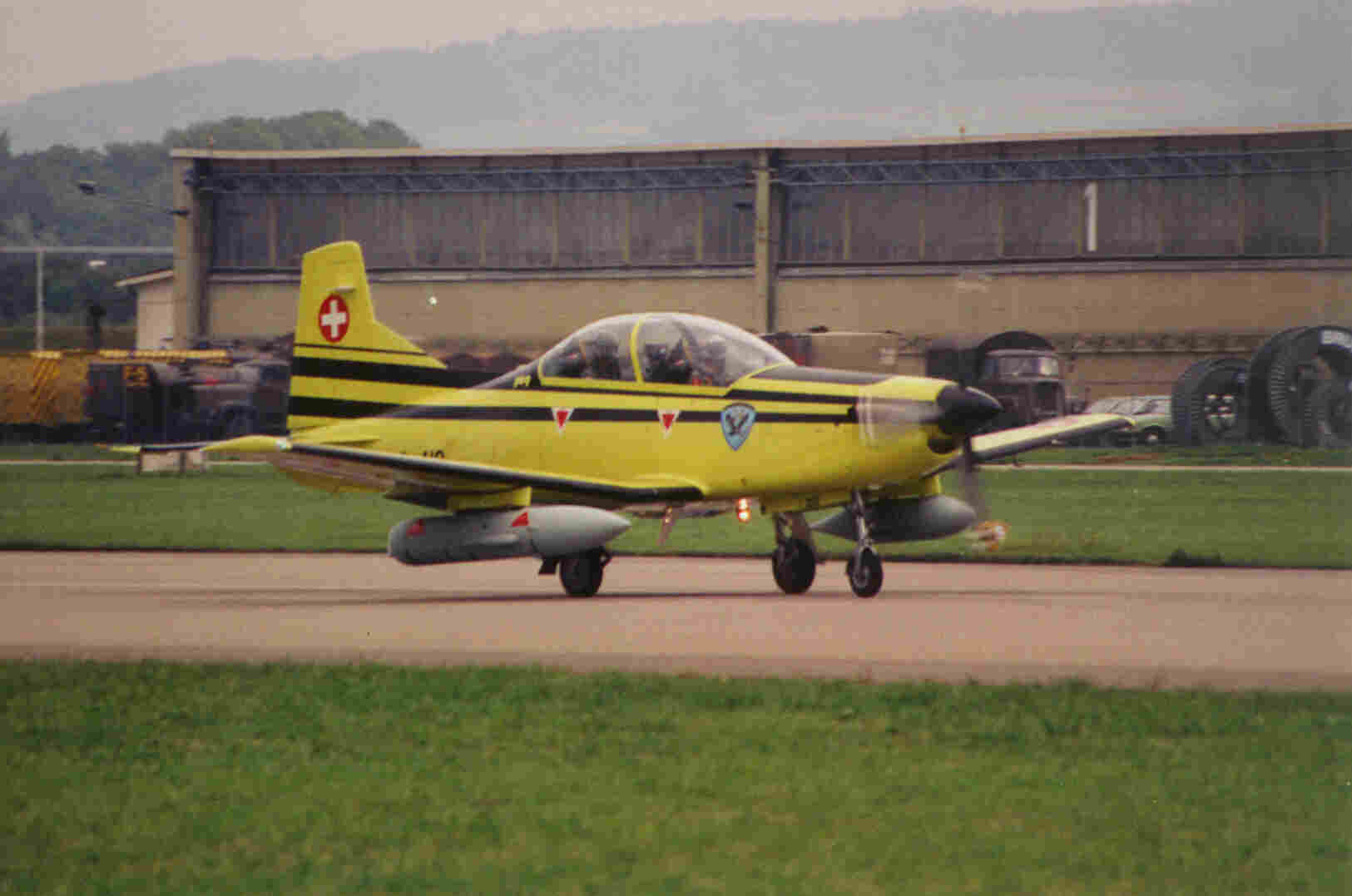
Pilatus PC-9
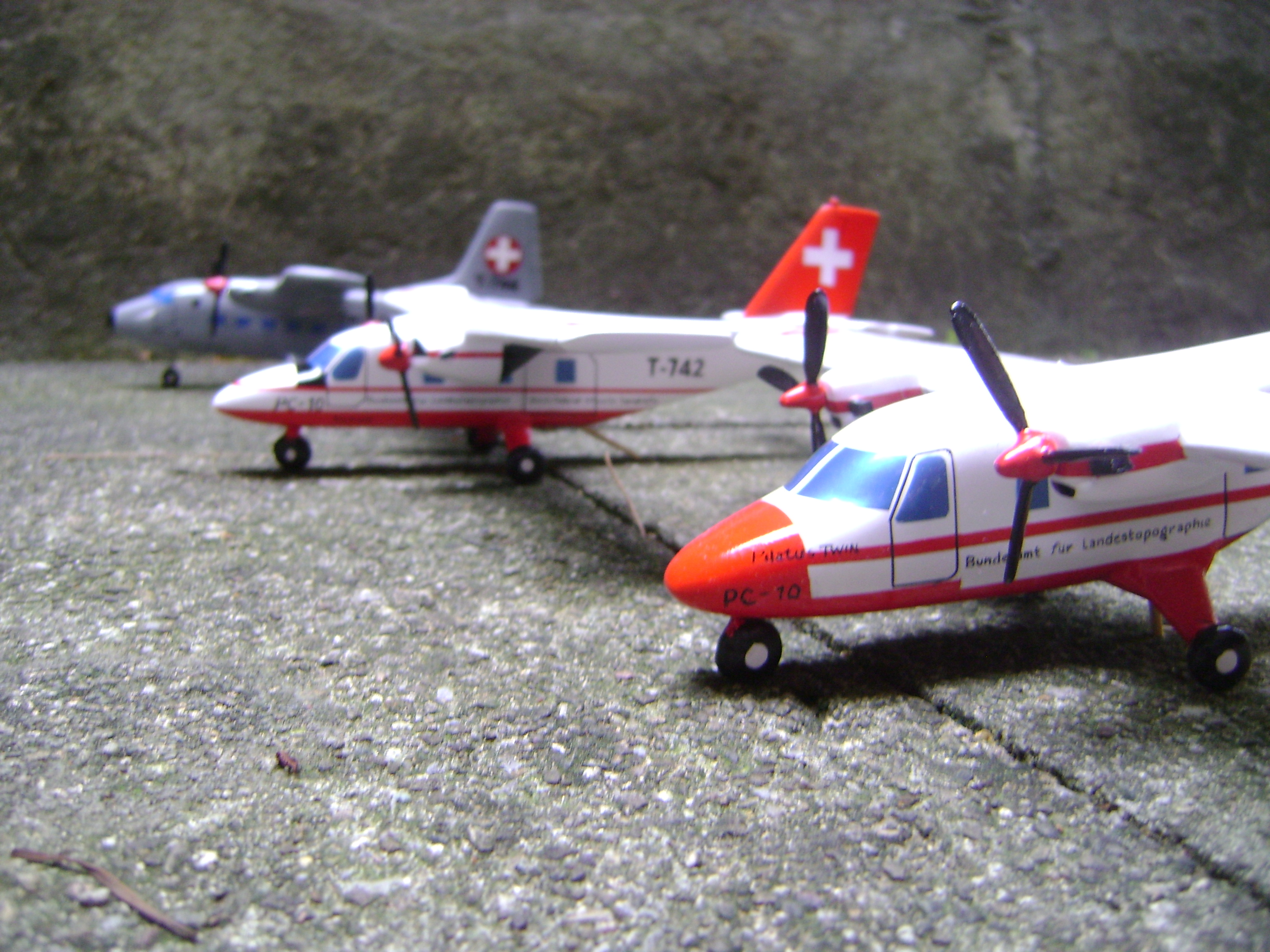
Pilatus PC-10
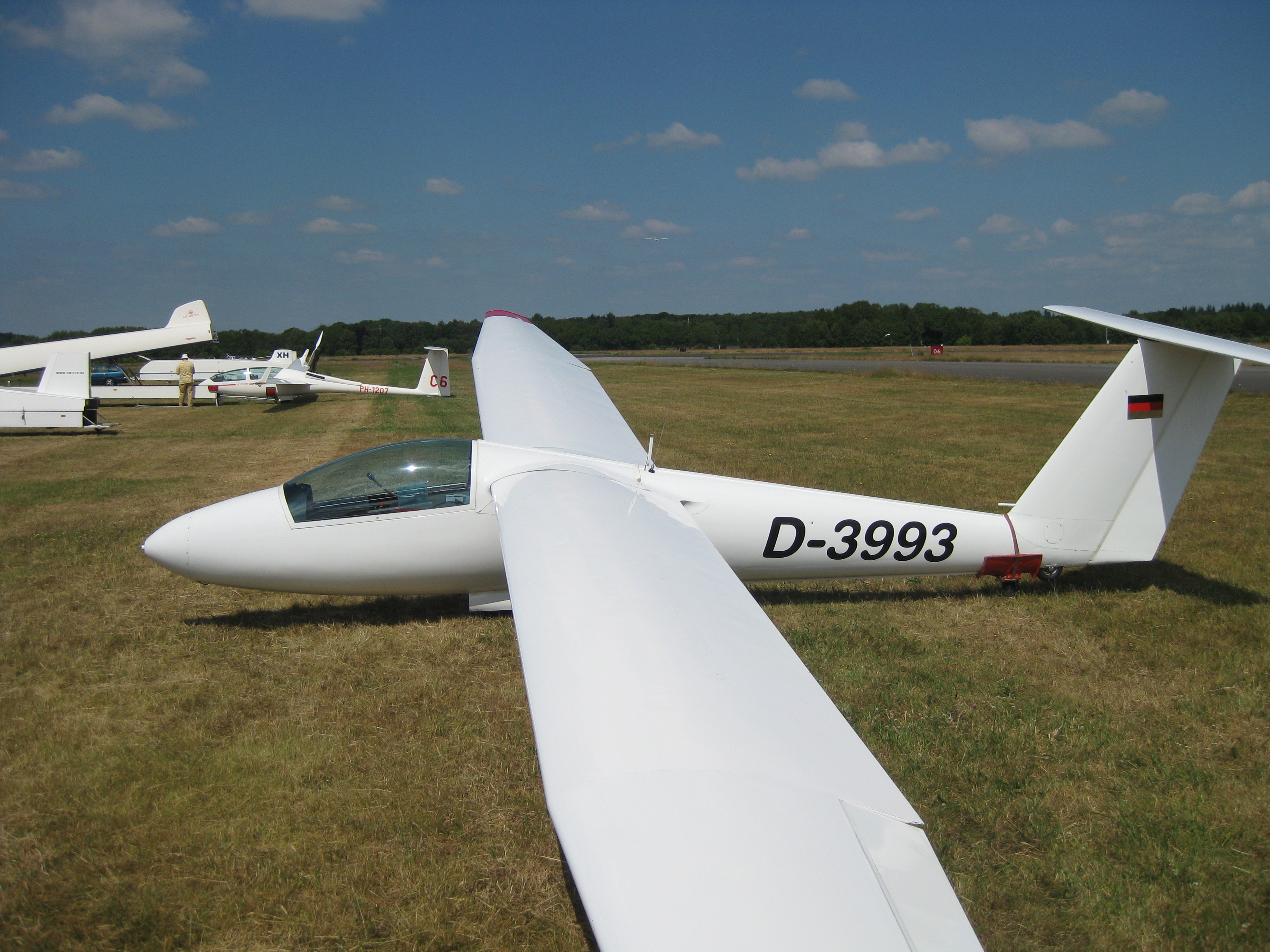
Pilatus PC-11 /B4
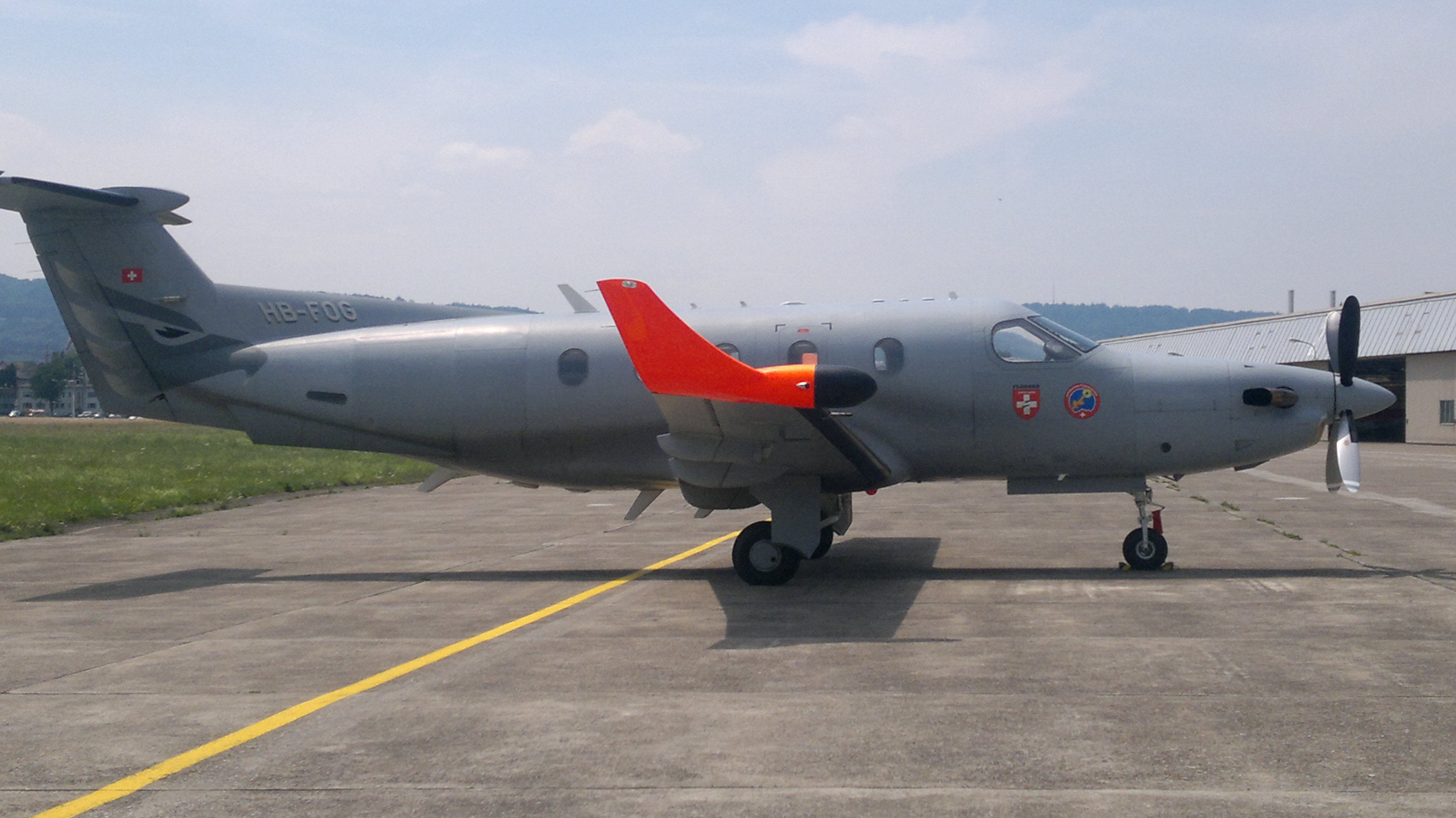
Pilatus PC-12
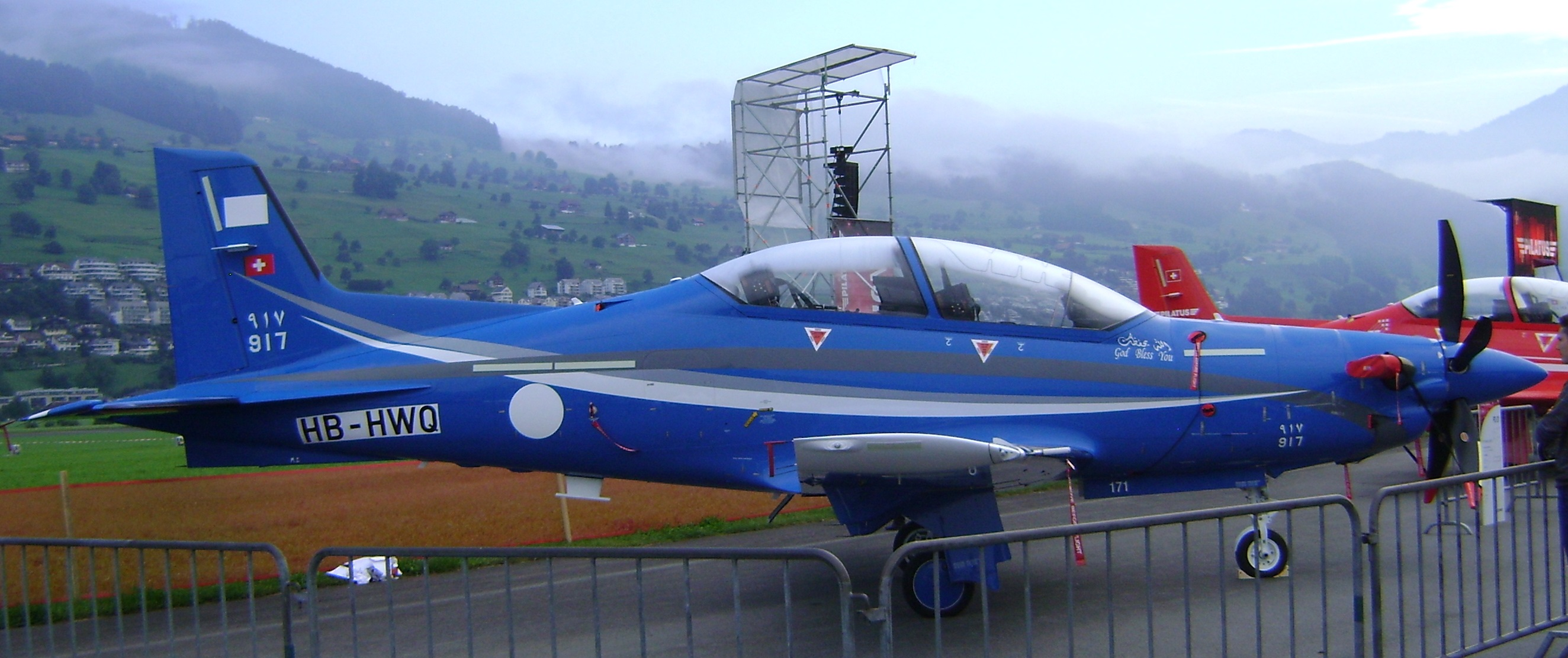
Pilatus PC-21
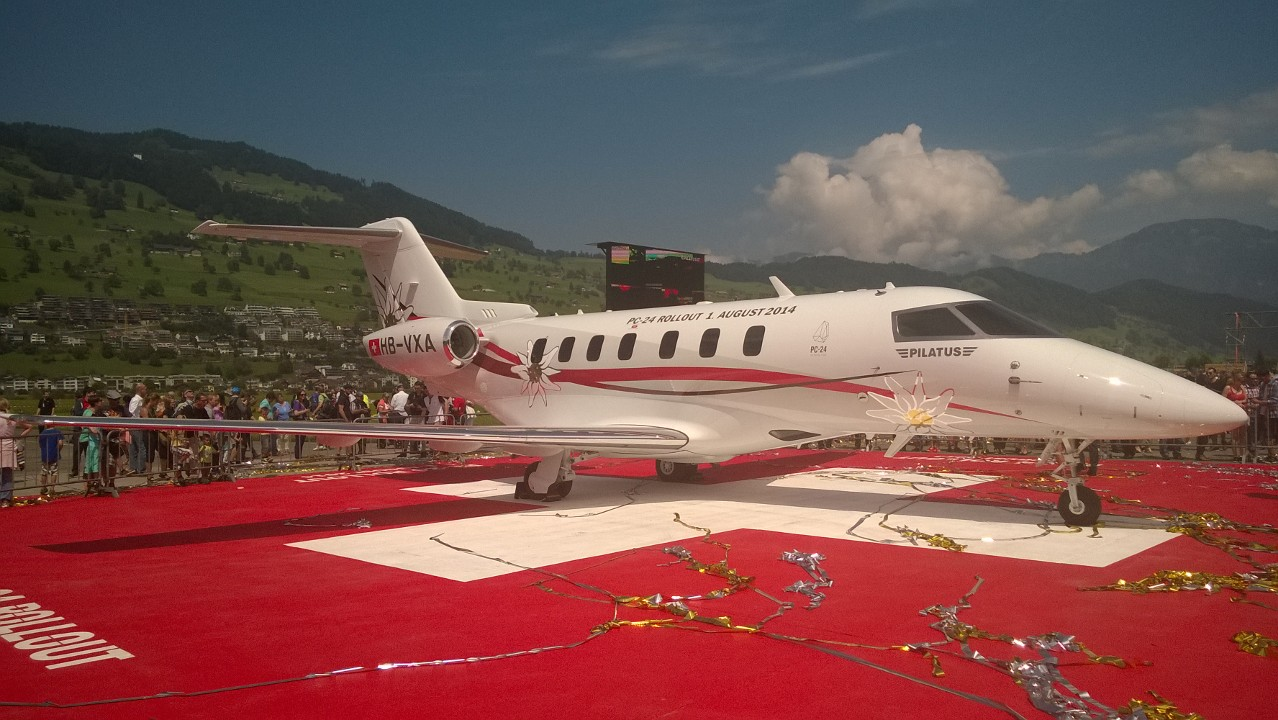
Pilatus PC-24